# آبشار هالوکو
آبشار هالوکو (به انگلیسی: Haloku Falls) آبشاری است که در کشور ایالات متحده آمریکا واقع شده‌است و بلندترین ریزشگاه آن ۷۰۰ متر ارتفاع دارد. این آبشار، بیست و هفتمین آبشار بلند جهان است.